# 野中寺
野中寺（やちゅうじ）は、大阪府羽曳野市野々上にある高野山真言宗の寺院。山号は青龍山。本尊は薬師如来。聖徳太子建立三太子の一つで、叡福寺（太子町）の「上の太子」、大聖勝軍寺（八尾市）の「下の太子」に対して、「中の太子」と呼ばれている。

## 歴史
伝承では聖徳太子建立48寺院の一つとされ、太子の命を受けた蘇我馬子が開基とされる。が、発掘調査によると創建は白雉元年（650年）頃のようである。境内に残る礎石から、飛鳥時代から奈良時代前半には大規模な伽藍が存在したことは明らかで、渡来系氏族の船氏の氏寺として建てられたという説もある。
創建時の堂塔は南北朝時代の野中寺合戦などの兵火を受けて全て焼失している。境内には中門跡・金堂跡・塔跡・講堂跡・回廊跡など法隆寺式伽藍配置を示す礎石を存留しており、「野中寺旧伽藍跡」として国の史跡に指定されている。
中世までの沿革はあまり明らかでない。一時期は廃寺に近い状況だったと見られるが、寛文元年（1661年）に政賢覚英和上と慈忍恵猛律師らによって再興される。
享保年間（1716年 - 1735年）に火災にあい、地蔵堂以外を失うが、享保9年（1724年）、大和国郡山藩主柳沢吉里により食堂と客殿が寄進された。他の堂宇は享保年間以後に再建されたものである。
江戸時代には律宗の勧学院として、和泉神鳳寺（大鳥大社境内にあった）、槇尾西明寺とともに律院三大僧坊として栄えた。
明治時代中期に現在の宗派である高野山真言宗に転じている。
当寺の西には隣接してかつて鎮守社であった野々上八幡神社がある。

## 境内
- 本堂 - かつての講堂跡に建てられている。
- 大師堂
- 弁財天
- 中門
- 東門
- 鐘楼
- 地蔵堂 - 寛文元年（1661年）建立。
- 経蔵
- 方丈
- 灌頂堂
- 食堂（大阪府指定有形文化財） - 江戸時代中期の建立。享保9年（1724年）に大和国郡山藩主柳沢吉里により別邸の客殿が寄進、移築されたもの。
- 庫裏
- 客殿（大阪府指定有形文化財） - 江戸時代中期の建立。享保9年（1724年）に大和国郡山藩主柳沢吉里により別邸の客殿が寄進、移築されたもの。
- 僧坊（大阪府指定有形文化財） - 2棟ある。享保17年（1732年）建立。
- お染・久松の墓 - 歌舞伎・浄瑠璃の演目「お染久松」の墓。
- ヒチンジョ池西古墳石棺（大阪府指定有形文化財）
- 金堂跡 - 土壇が復元され、礎石が残る。
- 三重塔跡 - 基壇が復元され、礎石が残る。
- 山門（仁王門）

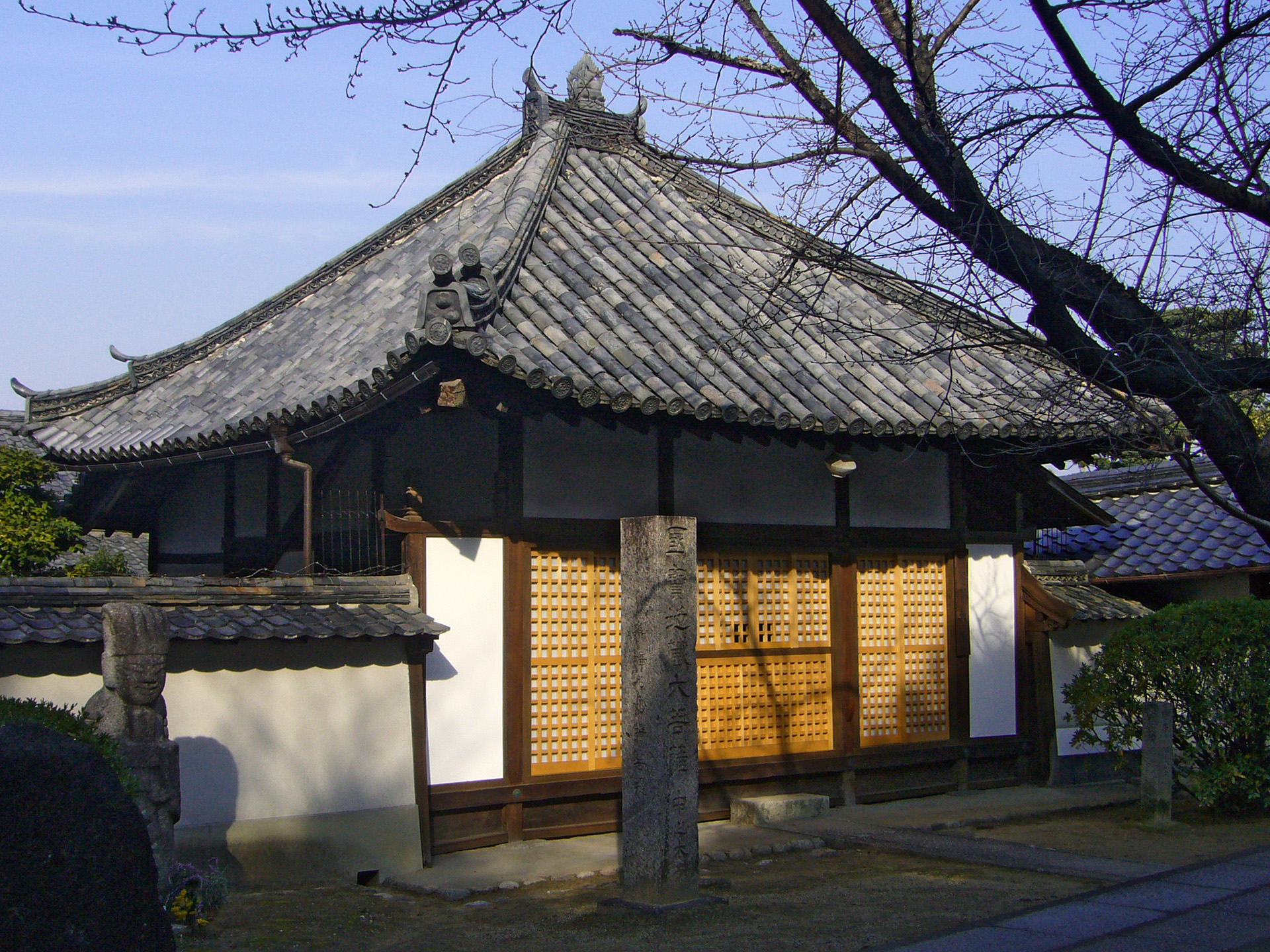
地蔵堂
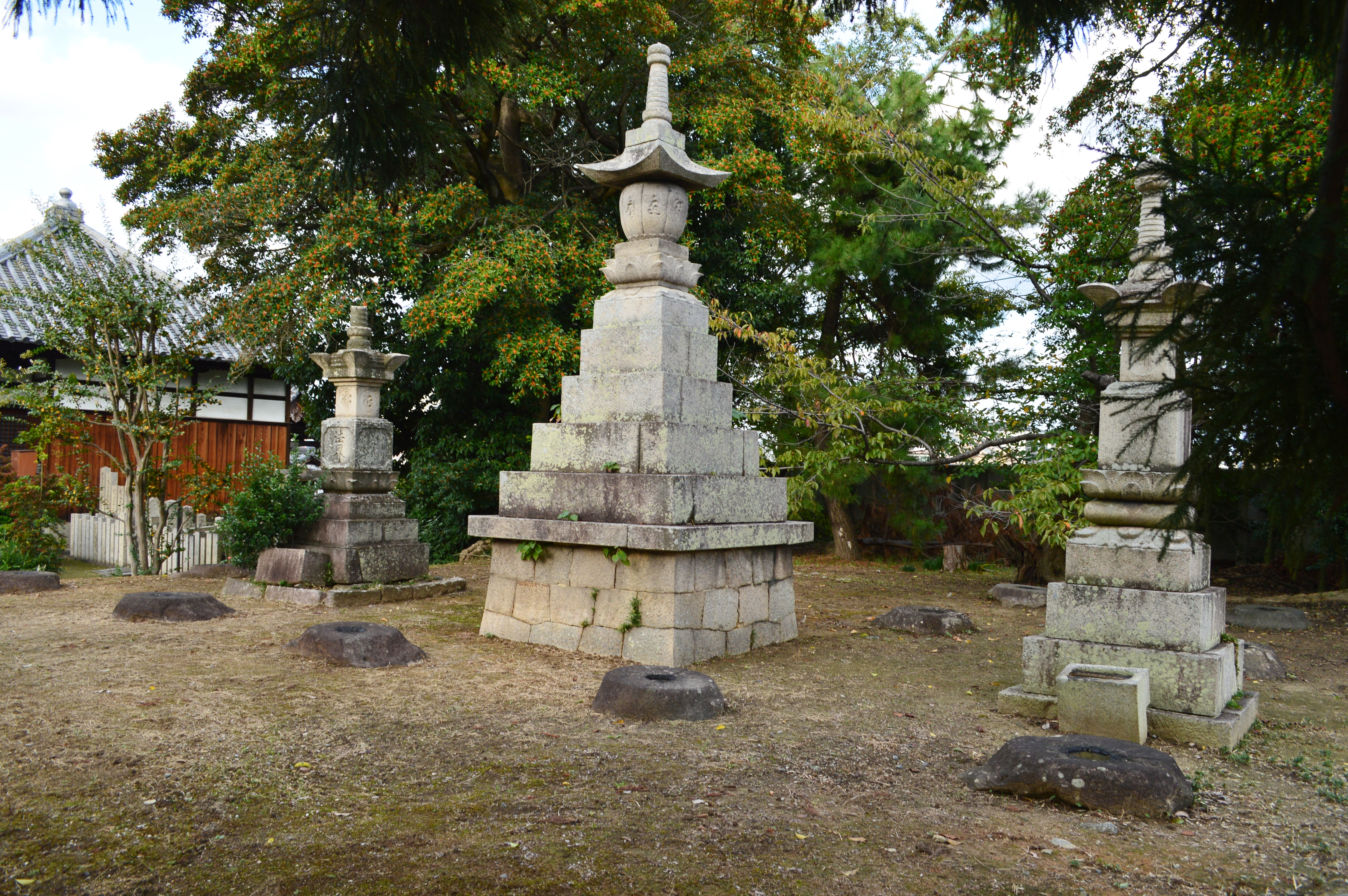
金堂跡
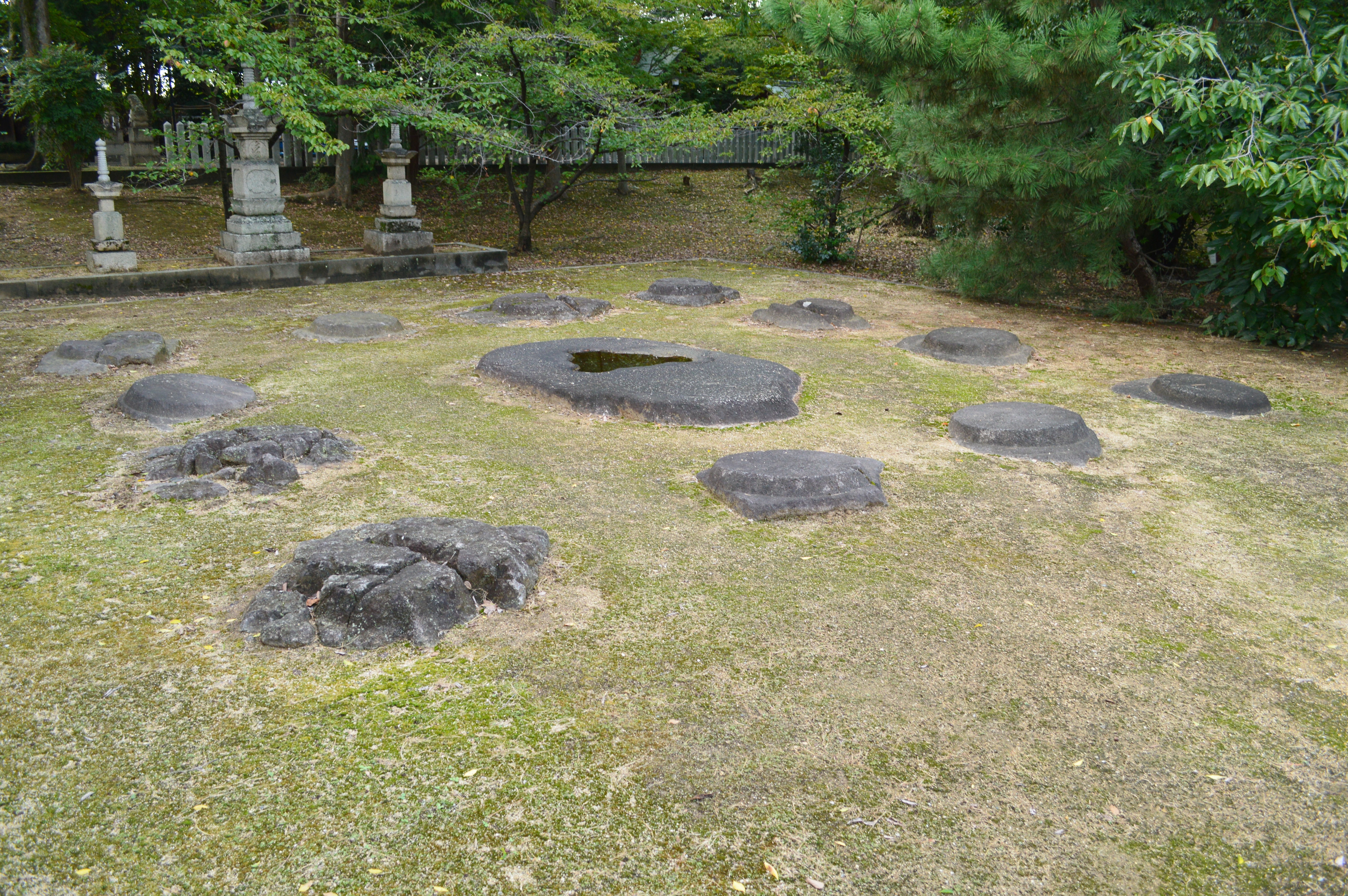
三重塔跡
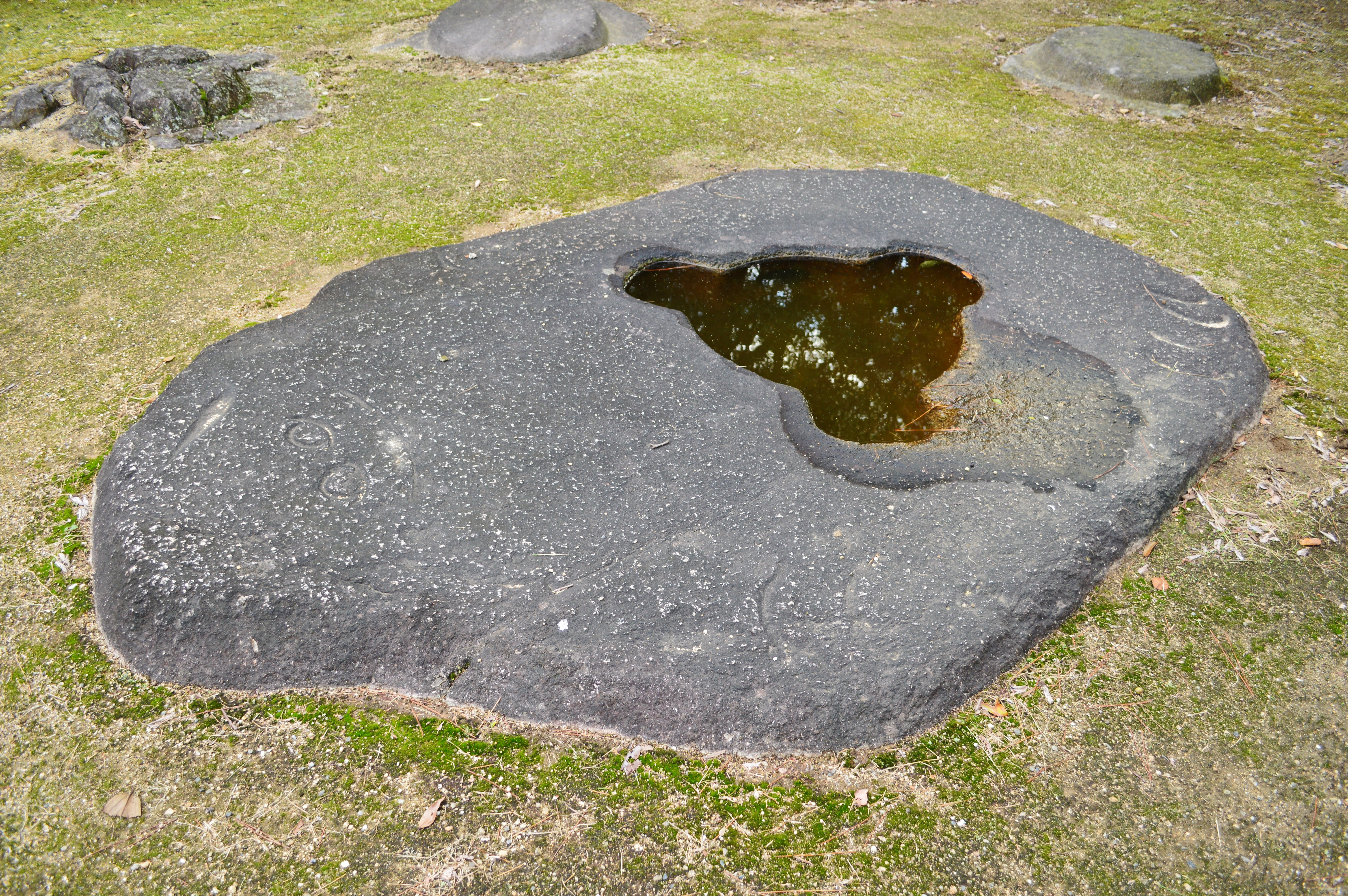
塔心礎 亀の線刻を有する。
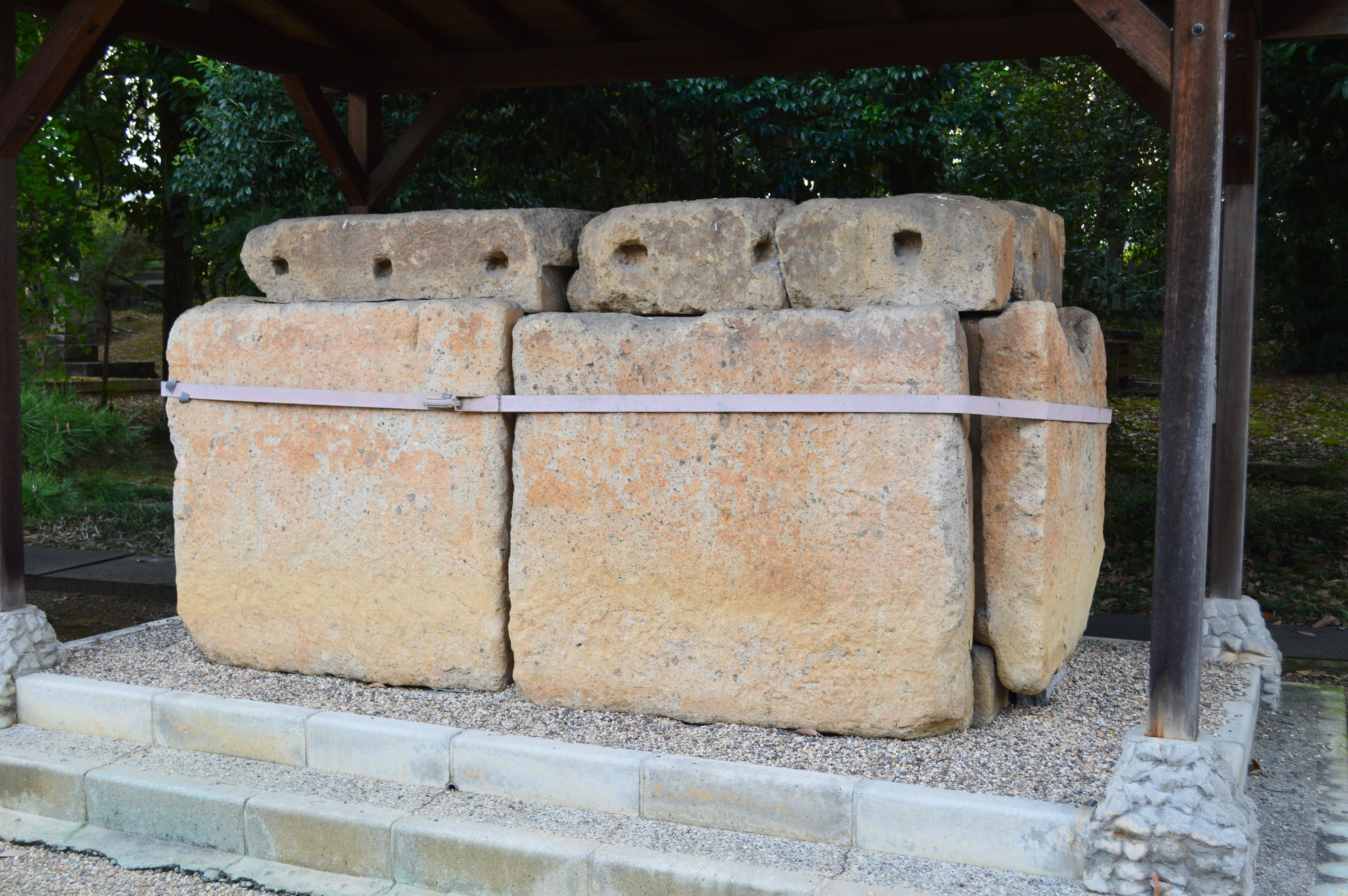
ヒチンジョ池西古墳石棺
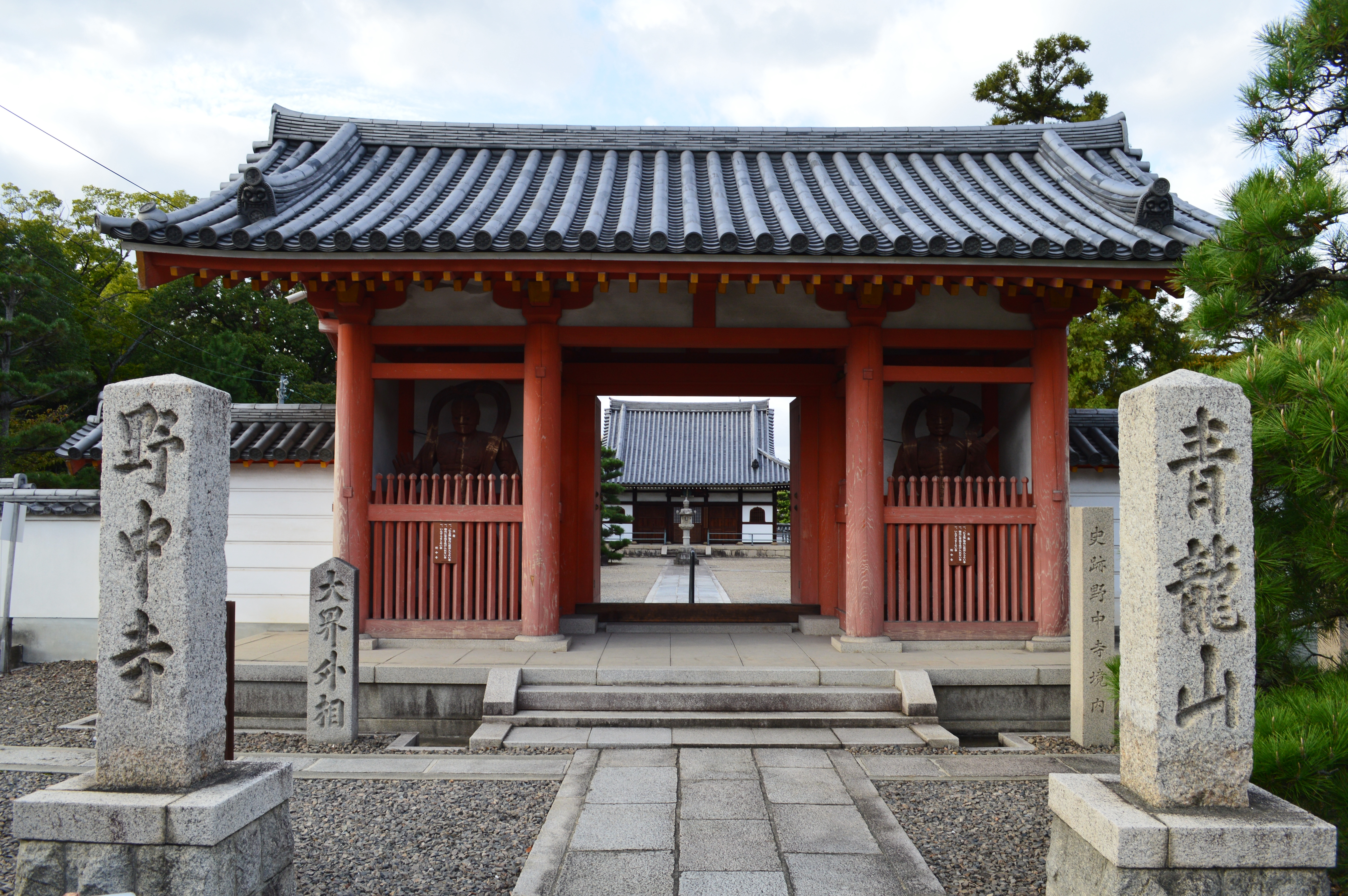
山門

## 金銅弥勒菩薩半跏像

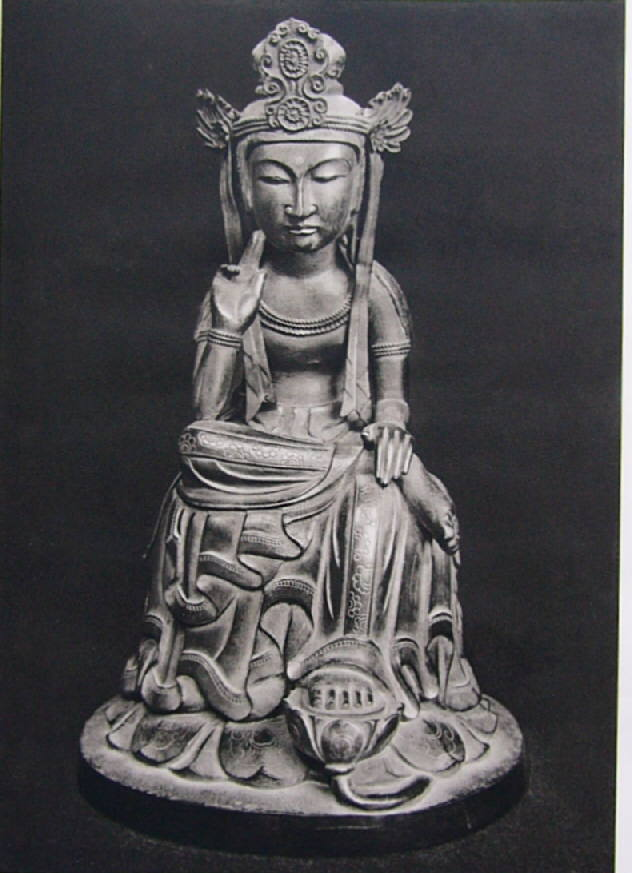
金銅弥勒菩薩半跏像
（重要文化財）

1918年（大正7年）に寺内の蔵から発見された像。毎月18日に開帳される。像高18.5cm。頭部が大きく、腰を絞ったプロポーションは、飛鳥時代から奈良時代の金銅仏によく見られるものである。頭部には大ぶりの三面頭飾を付け、裳や台座などの各所にはタガネで文様を刻んだ入念な作である。左脚を踏み下げ、右手を頬に当てて思惟の想を示すポーズはこの種半跏思惟像の通例であるが、右手の掌を正面に向ける点が珍しい。表情からは飛鳥時代の仏像にみられた「古拙の微笑」が消えている。
本像台座の框（かまち）部分には「丙寅年四月大旧八日癸卯開記　栢寺智識之等詣中宮天皇大御身労坐之時　請願之奉弥勒御像也　友等人数一百十八　是依六道四生人等此教可相之也」（以上の読みには異説もある）という銘文が1行2字・31行（62字）に陰刻され、本像が丙寅年の四月に「中宮天皇」が病気になったとき「栢寺」の知識（信徒）らが平癒を請願して奉った弥勒菩薩像であることが分かる。丙寅年は西暦666年に当たる。この種の半跏思惟像は像名不明のものが多いが、本像は銘文中に「弥勒」と明記されており、制作年代の明らかな弥勒像の基準作として重要である。銘文にある「中宮天皇」については「天智天皇説」「斉明天皇説」「間人皇后説」などがあるが、定説をみない。「栢寺」についてもどの寺院に該当するかは定説がなく、「栢」の旁は「百」とは字形が違うという見解もある。
丙寅年の4月8日が癸卯にあたるのは西暦666年（天智天皇5年）であることから、銘文にある丙寅年を666年とすることは定説となっている。「丙寅年四月大旧八日癸卯開記」の「大旧」と「開」の意味については、1918年（本像発見の年）に発表された木崎愛吉の所説が通説となっている。それによると、「開」は暦用語の「十二直」の1つの「開」で、開店、棟上げなどに良い日とされている。「旧」は唐で新しく制定された麟徳暦（儀鳳暦）に対する旧暦（元嘉暦）の意に解し、この年の4月が新暦（麟徳暦）では「小の月」、旧暦（元嘉暦）では「大の月」にあたることから「大旧」と記したという。ただし、この「旧」字については偏が「さんずい」、旁が「自」で「いたる」と訓ずる文字だとする新説もある。

## 文化財

### 重要文化財
- 木造地蔵菩薩立像（地蔵堂安置）（彫刻） - 平安時代の作。1915年（大正4年）8月10日指定[5]。
- 金銅弥勒菩薩半跏像（彫刻） - 解説は既出。台座銘文に丙寅年四月大旧八日癸卯開記云々とあり。飛鳥時代の作。1921年（大正10年）8月8日指定[6]。

### 国指定史跡
- 野中寺旧伽藍跡 - 1944年（昭和19年）11月7日指定[7]。

### 大阪府指定有形文化財
- 野中寺 4棟（建造物） - 1972年（昭和47年）3月31日指定[8]。
  - 僧房 2棟
  - 客殿
  - 食堂
- ヒチンジョ池西古墳石棺（考古資料） - 1973年（昭和48年）3月30日指定[8]。

以上のほか、大阪府指定天然記念物として「野中寺のさざんか」が1981年（昭和56年）6月1日に指定されていたが、近年に枯死したため指定解除されている。

### 羽曳野市指定有形文化財
- 不動明王像（絵画） - 鎌倉時代の作。1994年（平成6年）12月15日指定[8]。
- 野中寺銅鐘（工芸品） - 江戸時代の作。2006年（平成18年）3月31日指定[8]。

## 前後の札所
西国薬師四十九霊場
13 弘川寺　-　14 野中寺　-　15 家原寺
聖徳太子霊跡
4 西琳寺　-　5 野中寺　-　6 叡福寺
河内飛鳥古寺霊場
5 道明寺　-　6 野中寺　-　7 西琳寺
河内六観音霊場
3 空円寺　-　4 野中寺　-　5 西琳寺

## 交通
- 近鉄南大阪線 藤井寺駅から徒歩15分
- 近鉄南大阪線 藤井寺駅から近鉄バスで5分、「野々上」下車、徒歩すぐ